# 小尼克
小尼克或者尼克Jr.（英語：Nick Jr.）是从尼克儿童频道长期运营的同名节目组衍生出来的美国付费电视频道。它由派拉蒙环球通过其网络部的孩子和家庭组运营。该频道于2009年9月28日开播，主要面向学龄前儿童。该台播发内容包括原创节目以及来自尼克儿童频道工作日街区的系列节目。
Template:Paramount Global